# 叶城林场
叶城林场，是中华人民共和国新疆维吾尔自治区喀什地区叶城县下辖的一个乡镇级行政单位。

## 行政区划
叶城林场下辖以下地区：
一队、二队、三队、四队和五队。